# Tubul vortex

Separarea gazului comprimat într-un curent cald și unul rece

Tubul vortex, cunoscut și sub denumirea de tubul Ranque–Hilsch, este un dispozitiv mecanic care separă un gaz comprimat în două jeturi, unul cald și celălalt rece. Gazul care iese prin capătul fierbinte poate atinge temperatura de 200 °C, iar gazul care iese prin capătul rece poate atinge −50 °C. Nu are piese în mișcare și este considerat o tehnologie ecologică⁠(d) deoarece poate funcționa utilizând doar aer comprimat, nu folosește agenți frigorifici dăunători mediului. Însă eficiența sa este mică.

## Descriere
Gazul sub presiune este injectat tangențial într-o cameră de turbionare aflată lângă un capăt al tubului, ceea ce produce o rotație rapidă, primul vârtej, care se deplasează de-a lungul suprafeței interioare a tubului spre capătul îndepărtat. La acest capăt un con central realizează un ajutaj convergent inelar care separă stratul exterior și-l evacuează în exterior sub forma unui jet. În centrul tubului se formează un al doilea vârtej, cu rază mai mică. Gazul din vârtejul interior transferă energie vârtejului exterior, astfel încât stratul exterior este mai fierbinte la capătul îndepărtat decât era inițial. În urma cedării energiei, gazul din vârtejul central se răcește, și este evacuat din tub printr-un mic ajutaj plasat la capătul inițial, sub forma unui jet rece. Acest efect de separație în două jeturi cu temperaturi diferite în urma destinderii turbionare este cunoscut drept efectul Ranque.

## Istoric
Tubul vortex a fost inventat în 1931 de fizicianul francez Georges Joseph Ranque și redescoperit de Paul Dirac în 1934 în timp ce căuta un dispozitiv care să efectueze separarea izotopilor⁠(d) uraniului. Fizicianul german Rudolf Hilsch a îmbunătățit construcția și a publicat în 1947 o lucrare larg citită despre dispozitiv, pe care l-a numit „Wirbelrohr” (în română țeavă vârtej).
Între 1952–1963 C. Darby Fulton, Jr. a obținut patru brevete US pentru variante de tuburi vortex, iar în 1961 a început să producă tuburi vortex la Fulton Cryogenics. Tubul vortex a fost folosit în 1967 de Linderstrom-Lang pentru a separa amestecuri gazoase de oxigen și azot sau dioxid de carbon și heliu.
În 1988 R. T. Balmer a folosit apă lichidă ca mediu de lucru și a descoperit că pentru o presiunea de intrare mare, de 20–50 bar, procesul de separare pe baza temperaturilor există și în cazul lichidelor, considerate incompresibile, dar nu se ajunge la răcire, pentru care compresibilitatea fluidului de lucru este necesară.

## Explicarea fenomenului

### Abordarea din fizică
Această abordare se bazează numai pe principiile fizice și nu se limitează doar la tuburile vortex, ci se aplică gazelor în mișcare în general. Conform acestei abordări separarea temperaturilor într-un gaz în mișcare se datorează numai conservării entalpiei într-un cadru de referință în mișcare.
Procesul termic din tubul vortex poate fi estimat în felul următor: principalul fenomen fizic este separarea temperaturii dintre mijlocul rece al vârtejului și periferia caldă a vârtejului. „Efectul de tub vortex” este pe deplin explicat cu ecuația lucrului mecanic a lui Euler, cunoscută și sub numele de ecuația turbinei a lui Euler, care poate fi scrisă în forma sa vectorială cea mai generală drept:
{\displaystyle T-{\frac {{\vec {v}}\cdot {\vec {\omega }}\times {\vec {r}}}{c_{p}}}={\mbox{const}}},
unde {\displaystyle T} este temperatura de stagnare a gazului în rotație la raza {\displaystyle {\vec {r}}}, {\displaystyle {\vec {v}}} este viteza absolută a gazului observată dintr-un sistem de referință staționar, {\displaystyle {\vec {\omega }}} este viteza unghiulară a sistemului, iar {\displaystyle c_{p}} este capacitatea termică masică la presiune constantă a gazului. Această ecuație, publicată în 2012, explică principiul de funcționare al tubului vortex, explicație căutată timp de mai bine de 80 de ani.
Ecuația de mai sus este valabilă pentru o destindere adiabatică într-o turbină. În timp ce gazul care se deplasează spre centru devine mai rece, gazul de la periferie se accelerează. Prin urmare, răcirea vârtejului se datorează transferului unghiular. Cu cât gazul se răcește mai mult spre centru, cu atât mai multă energie de rotație oferă vârtejului și astfel vârtejul se rotește mai repede. Această explicație provine direct din legea conservării energiei. Gazul comprimat la temperatura camerei este destins pentru a câștiga viteză printr-un ajutaj; apoi prin obligarea mișcării de rotație se consumă energie, care este absorbită de vârtej, ceea ce îi accelerează rotația. Într-un tub vortex, peretele cilindric înconjurător frânează curgerea la periferie și astfel forțează conversia energiei cinetice în energie internă, care încălzește aerul evacuat prin capătul cald. Prin urmare, tubul vortex este un turbodetentor⁠(d) fără rotor, format dintr-o turbină cu intrare radială fără rotor (capătul rece, centru) și un compresor centrifugal fără rotor (capătul fierbinte, periferie). Puterea mecanică a turbinei este convertită de către compresor la capătul fierbinte în flux termic.

### Abordarea fenomenologică
Această abordare se bazează pe observație și date experimentale. Este special adaptată formei geometrice a tubului vortex și detaliilor curgerilor prin acesta și este conceput să se potrivească cu aspectele observabile ale curgerii complexe din tubul vortex, și anume, turbulențe, fenomenele acustice, câmpuri de presiune, viteze ale aerului și multe altele. Modelele publicate anterior ale tubului vortex sunt fenomenologice. Sunt:
1. Diferența de presiune radială: comprimare și destindere turbionară a aerului
2. Transferul radial al momentului cinetic
3. Transmitere radială de energie acustică
4. Pompare radială de căldură

Mai multe despre aceste modele pot fi găsite în articolele recente de recenzii despre tuburile vortex.
Aceste modele fenomenologice au fost dezvoltate într-o perioadă anterioară, când ecuația turbinei a lui Euler nu a fost analizată. În literatura tehnică această ecuație este studiată mai ales pentru a calcula puterea furnizată de o turbină, iar analiza temperaturii nu s-a făcut deoarece, spre deosebire de generarea de energie, care este principala aplicație a turbinelor, răcirea cu turbină are o aplicabilitate limitată. Studiile fenomenologice ale tubului vortex în trecut au fost utile în prezentarea datelor empirice. Totuși, datorită complexității curgerii turbionare, această abordare empirică a putut să prezinte doar aspecte ale efectului, dar nu a putut explica principiul său de funcționare. Pentru o lungă perioadă de timp studiile empirice au făcut ca efectul tubului vortex să pară enigmatic, iar explicația lui o chestiune pentru dezbateri.

## Eficiență
Tuburile vortex au o eficiență mai mică decât echipamentele tradiționale de condiționare a aerului.
Pentru exemplul din aplicația din secțiunea următoare, puterea de răcire (partea de „beneficiu”) este de {\displaystyle |{\dot {Q}}_{0}|} = 6000 BTU = 1,7585 kW, iar partea de „cost” este lucrul mecanic tehnic necesar comprimării unui debit volumic {\displaystyle {\dot {V}}=2,832} m3/min = 0,0472 m3/s de aer de la presiunea normală p1 = 101325 Pa la p2 = 100 psi = 689476 Pa. Puterea necesară comprimării este:
{\displaystyle {\begin{aligned}P_{t12}&=-{\frac {\gamma }{\gamma -1}}p_{1}{\dot {V}}\left[1-\left({\frac {p_{2}}{p_{1}}}\right)^{\frac {\gamma -1}{\gamma }}\right]=\\&=-{\frac {1,4}{1,4-1}}101325\cdot 0,0472\left[1-\left({\frac {689476}{101325}}\right)^{\frac {1,4-1}{1,4}}\right]=\\&=-12213\,{\text{W}}=-12,213\,{\text{kW}}\\\end{aligned}}}
Estimând eficiența compresorului {\displaystyle \epsilon _{c}=0,85} (maximum), eficiența dispozitivului este:
{\displaystyle \epsilon =\epsilon _{c}{\frac {|{\dot {Q}}_{0}|}{|P_{t12}|}}=0,85{\frac {1,7585}{12,213}}\approx 0,122=12,2\%}
Datorită eficienței termice foarte mici, dispozitivul se folosește doar pentru răciri punctuale mici și unde aerul comprimat este disponibil.

## Aplicații
Tuburile vortex comerciale sunt proiectate pentru aplicații industriale pentru a produce o scădere a temperaturii de până la 71 °C. Fără piese în mișcare, fără electricitate și fără agent frigorific, un tub vortex poate produce o refrigerare de până la 6000 BTU/h folosind 100 de picioare cubice pe minut (2.832 m3/min) de aer în condții normale, comprimat la 100 psi = 6,9 bar și filtrat. O supapă de control în evacuarea aerului cald reglează într-o gamă largă temperaturile, debitele și refrigerarea.
Tuburile vortex sunt utilizate la răcirea sculelor de așchiere în timpul prelucrării. Tubul vortex se potrivește bine cu această aplicație: atelierele cu mașini-unelte în general dispun de rețele de aer comprimat, iar un jet rapid de aer rece asigură atât răcirea, cât și îndepărtarea așchiilor produse de sculă. Acest lucru elimină sau reduce drastic nevoia de lichid de răcire, care este murdar, costisitor și periculos pentru mediu.